# Bedla černošupinatá
Bedla černošupinatá (Lepiota felina) je nejedlá houba z čeledi pečárkovitých.

## Synonyma
- bedla kočičí
- Agaricus clypeolarius var. felinus (Pers.) Fr. 1821
- Agaricus felinus Pers. 1801
- Lepiota clypeolaria var. felina (Pers.) Gillet 1874